# Surtees TS8
De Surtees TS8 was een raceauto voor de Formule 5000 die door het Surtees Racing Organisation was ontwikkeld en gebruikt werd in het seizoen 1971. 

## Voorgeschiedenis
Oud-motor- en Formule 1-autocoureur John Surtees had in 1966 de Surtees Racing Organisation opgezet. Een eigen team maar nog zonder eigen auto's. Naast zijn F1-carrière reed Surtees onder zijn eigen teamnaam met een Lola T70 in het Can-Am-kampioenschap. Toen constructeur Len Terry in 1968 het verzoek kreeg om een auto voor de nieuwe Formule 5000 en Formule A te bouwen, kwam Surtees waarschijnlijk als adviseur in beeld. De auto was bedoeld voor acteur/coureur James Garner en zou worden gefinancierd door ontwerper Roger Nathan. De auto voor de Amerikaanse Formule A zou de naam "Garner TS5" krijgen, waarbij "TS" zou staan voor Terry en Surtees. De auto werd voorzien van een Ford vijf liter V-8. Vier exemplaren werden voor tests naar de Verenigde Staten gezonden, waar de motoren werden vervangen door Chevrolet 5.0 V8's. De auto's doorstonden deze tests niet. Testrijders klaagden over de wegligging en de wielophanging en Garner besloot de auto's terug te sturen naar Engeland. 

### Surtees TS5
Hierop besloot Surtees het project zelf over te nemen en werd de naam van de auto Surtees TS5. De auto's bleven ongewijzigd, zelfs de Chevrolet-motor werd behouden. Surtees huurde David Hobbs, Andrea de Adamich en Trevor Taylor als coureurs in en zij waren in 1969 tamelijk succesvol met de TS5, zowel in de Europese Formule 5000 als de Amerikaanse Formule A. 

### Surtees TS7
Het inspireerde John Surtees om ook voor de Formule 1 een eigen auto te bouwen. Hij ontwikkelde deze Surtees TS7 samen met Shahab Ahmed en Peter Connew. Deze auto kreeg een Ford-Cosworth DFV 3.0 V8 en werd vooral gereden door Surtees zelf. 

## Surtees TS8
In 1971 bouwde Surtees de TS8 voor de Formule 5000. Qua klasse was dus de TS5 de voorganger van deze auto, maar technisch was het de TS7-Formule 1-auto. De TS8 was grotendeels gebaseerd op deze auto, maar had een iets grotere wielbasis en vanzelfsprekend ook een grotere motor, de 5liter-Chevrolet V8. De auto won zes races, vier met Mike Hailwood en twee met Alan Rollinson. Hij werd door Rollinson ook ingezet in een aantal niet-officiële Formule 1-races, als Hailwood en John Surtees de "echte" Surtees TS9-Formule 1-auto inzetten. Rollinson behaalde een vierde plaats tijdens de International Gold Cup op Oulton Park.
In 1972 werd de Surtees TS8 opgevolgd door de Surtees TS11.